# Kruplin Poduchowny
Kruplin Poduchowny (w użyciu także nazwa Łączki) – kolonia w Polsce położona w województwie łódzkim, w powiecie pajęczańskim, w gminie Nowa Brzeźnica.
W latach 1975–1998 miejscowość administracyjnie należała do województwa częstochowskiego.
Jest to wieś typowo rolnicza. Większość jej powierzchni to pola. Sama miejscowość kończy się tuż przed lasem w Nowej Brzeźnicy. W centrum miejscowości znajduje się kapliczka. Miejscowość liczy ok. 20 zabudowań.